# Coppa Libertadores 2009
La Coppa Libertadores 2009 (ufficialmente Copa Santander Libertadores 2009 "50 años de pasión") è stata la 50ª edizione della Coppa Libertadores, la massima competizione calcistica sudamericana riservata ai club organizzata dalla CONMEBOL. Si è disputata dal 27 gennaio al 15 luglio 2009 e vi hanno preso parte 38 club provenienti da 11 paesi: Argentina, Bolivia, Brasile, Cile, Colombia, Ecuador, Messico, Paraguay, Perù, Uruguay e Venezuela.
Il torneo è stato vinto dall'Estudiantes - quarto titolo nella sua storia - che ottiene così l'accesso alla Coppa del mondo per club FIFA 2009 e contenderà la Recopa Sudamericana 2010 al vincitore della Copa Sudamericana 2009.

## Squadre qualificate
| Nazione                     | Squadra                | Qualificata come                                                            |
| --------------------------- | ---------------------- | --------------------------------------------------------------------------- |
| Argentina 5 posti           | Lanús                  | vincitore Apertura 2007                                                     |
| Argentina 5 posti           | River Plate            | vincitore Clausura 2008                                                     |
| Argentina 5 posti           | Boca Juniors           | vincitore Apertura 2008                                                     |
| Argentina 5 posti           | San Lorenzo            | miglior media punti nei tornei Apertura 2007, Clausura 2008 e Apertura 2008 |
| Argentina 5 posti           | Estudiantes            | miglior media punti nei tornei Apertura 2007, Clausura 2008 e Apertura 2008 |
| Bolivia 3 posti             | Universitario de Sucre | vincitore Apertura 2008                                                     |
| Bolivia 3 posti             | Aurora                 | vincitore Clausura 2008                                                     |
| Bolivia 3 posti             | Real Potosí            | vincitore playoff 2008                                                      |
| Brasile 5 posti             | São Paulo              | vincitore Campeonato Brasileiro Série A 2008                                |
| Brasile 5 posti             | Grêmio                 | 2ª classificata nel Campeonato Brasileiro Série A 2008                      |
| Brasile 5 posti             | Cruzeiro               | 3ª classificata nel Campeonato Brasileiro Série A 2008                      |
| Brasile 5 posti             | Sport Recife           | vincitore Coppa del Brasile 2008                                            |
| Brasile 5 posti             | Palmeiras              | 4ª classificata nel Campeonato Brasileiro Série A 2008                      |
| Cile 3 posti                | Everton                | vincitore Apertura 2008                                                     |
| Cile 3 posti                | Colo-Colo              | vincitore Clausura 2008                                                     |
| Cile 3 posti                | Universidad de Chile   | 1ª classificata al primo turno del Clausura 2008                            |
| Colombia 3 posti            | Boyacá Chicó           | vincitore Apertura 2008                                                     |
| Colombia 3 posti            | América de Cali        | vincitore Finalización 2008                                                 |
| Colombia 3 posti            | Independiente Medellín | miglior piazzamento utile                                                   |
| Ecuador 3+1 posti           | LDU Quito              | campione uscente                                                            |
| Ecuador 3+1 posti           | Deportivo Quito        | vincitore Campeonato Ecuatoriano de Fútbol Serie A 2008                     |
| Ecuador 3+1 posti           | Deportivo Cuenca       | 2ª classificata Campeonato Ecuatoriano de Fútbol Serie A 2008               |
| Ecuador 3+1 posti           | El Nacional            | 3ª classificata Ecuatoriano de Fútbol Serie A 2008                          |
| Messico 3 inviti (CONCACAF) | San Luis               | miglior piazzamento nell'Apertura 2008                                      |
| Messico 3 inviti (CONCACAF) | Guadalajara            | vincitore InterLiga 2009                                                    |
| Messico 3 inviti (CONCACAF) | Pachuca                | finalista InterLiga 2009                                                    |
| Paraguay 3 posti            | Libertad               | vincitore Apertura e Clausura 2008                                          |
| Paraguay 3 posti            | Guaraní                | 2ª classificata nella stagione 2008                                         |
| Paraguay 3 posti            | Nacional               | 3ª classificata nella stagione 2008                                         |
| Perù 3 posti                | Universitario          | vincitore Apertura 2008                                                     |
| Perù 3 posti                | Universidad San Martín | vincitore Clausura 2008                                                     |
| Perù 3 posti                | Sporting Cristal       | miglior piazzamento nella Primera División Peruana 2008                     |
| Uruguay 3 posti             | Defensor Sporting      | vincitore del torneo 2007-2008                                              |
| Uruguay 3 posti             | Nacional               | vincitore Liguilla Pre Libertadores                                         |
| Uruguay 3 posti             | Peñarol                | 3ª classificata Liguilla Pre Libertadores                                   |
| Venezuela 3 posti           | Deportivo Táchira      | vincitore del torneo 2007-2008                                              |
| Venezuela 3 posti           | Caracas                | 2ª classificata nel torneo 2007-2008                                        |
| Venezuela 3 posti           | Deportivo Anzoátegui   | miglior piazzamento                                                         |

| Fase a gironi          | Fase a gironi          | Fase a gironi        | Fase a gironi        |
| ---------------------- | ---------------------- | -------------------- | -------------------- |
| Lanús                  | River Plate            | Boca Juniors         | San Lorenzo          |
| São Paulo              | Grêmio                 | Cruzeiro             | Sport Recife         |
| Universitario          | Aurora                 | Everton              | Colo-Colo            |
| Boyacá Chicó           | América de Cali        | LDU Quito            | Deportivo Quito      |
| Universitario          | Universidad San Martín | Libertad             | Guaraní              |
| Defensor Sporting      | Nacional               | Deportivo Táchira    | Caracas              |
| San Luis               | Guadalajara            |                      |                      |
| Turno preliminare      |                        |                      |                      |
| Estudiantes            | Palmeiras              | Real Potosí          | Universidad de Chile |
| Independiente Medellín | Deportivo Cuenca       | El Nacional          | Sporting Cristal     |
| Nacional               | Peñarol                | Deportivo Anzoátegui | Pachuca              |

## Date
Di seguito sono riportate le date delle partite e dei sorteggi.
| Evento            | Data                                                                             |
| ----------------- | -------------------------------------------------------------------------------- |
| Sorteggio         | 25 novembre 2008                                                                 |
| Turno Preliminare | 27-28-29 gennaio e 3-4-5 febbraio 2009                                           |
| Fase a gironi     | 11, 18 e 25 febbraio 2009; 4, 11, 18 e 25 marzo 2009; 8, 15, 22 e 29 aprile 2009 |
| Ottavi di Finale  | 6 e 13 maggio 2009                                                               |
| Quarti di Finale  | 27 maggio e 17 giugno 2009                                                       |
| Semifinali        | 24 giugno e 1º luglio 2009                                                       |
| Finale            | 8 e 15 luglio 2009                                                               |

## Turno preliminare
Nel turno preliminare si affrontano 12 squadre in match di andata e ritorno. Le 6 vincitrici accedono alla fase a gironi.
| Squadra 1              | Totale     | Squadra 2        | Andata | Ritorno |
| ---------------------- | ---------- | ---------------- | ------ | ------- |
| Independiente Medellín | 4 - 0      | Peñarol          | 4 - 0  | 0 - 0   |
| Sporting Cristal       | 2 - 2 (gf) | Estudiantes      | 2 - 1  | 0 - 1   |
| El Nacional            | 3 - 8      | Nacional         | 0 - 5  | 3 - 3   |
| Deportivo Anzoátegui   | 2 - 3      | Deportivo Cuenca | 2 - 0  | 0 - 3   |
| Palmeiras              | 7 - 1      | Real Potosí      | 5 - 1  | 2 - 0   |
| Universidad de Chile   | 2 - 2 (gf) | Pachuca          | 1 - 0  | 1 - 2   |

## Fase a gironi
Vi partecipano 32 squadre divise in 8 gironi all'italiana. Le prime due di ogni girone si qualificano agli ottavi di finale.
|  | Qualificata agli Ottavi di Finale |
|  | Eliminata                         |

### Gruppo 1
| Squadra      | G | V | N | P | GF | GS | DR | Pt |
| ------------ | - | - | - | - | -- | -- | -- | -- |
| Sport Recife | 6 | 4 | 1 | 1 | 10 | 7  | +3 | 13 |
| Palmeiras    | 6 | 3 | 1 | 2 | 9  | 7  | +2 | 10 |
| Colo-Colo    | 6 | 2 | 1 | 3 | 9  | 7  | +2 | 7  |
| LDU Quito    | 6 | 1 | 1 | 4 | 6  | 13 | -7 | 4  |

|              | COL   | LDU   | PAL   | REC   |
| ------------ | ----- | ----- | ----- | ----- |
| Colo-Colo    |       | 3 - 0 | 0 - 1 | 1 - 2 |
| LDU Quito    | 1 - 1 |       | 3 - 2 | 2 - 3 |
| Palmeiras    | 1 - 3 | 2 - 0 |       | 1 - 1 |
| Sport Recife | 2 - 1 | 2 - 0 | 0 - 2 |       |

### Gruppo 2
| Squadra           | G | V | N | P | GF | GS | DR  | Pt |
| ----------------- | - | - | - | - | -- | -- | --- | -- |
| Boca Juniors      | 6 | 5 | 0 | 1 | 11 | 3  | +8  | 15 |
| Deportivo Cuenca  | 6 | 3 | 1 | 2 | 9  | 4  | +5  | 10 |
| Deportivo Táchira | 6 | 3 | 0 | 3 | 6  | 9  | -3  | 9  |
| Guaraní           | 6 | 0 | 1 | 5 | 5  | 15 | -10 | 1  |

|                   | BOC   | CUE   | TÁC   | GUA   |
| ----------------- | ----- | ----- | ----- | ----- |
| Boca Juniors      |       | 1 - 0 | 3 - 0 | 3 - 1 |
| Deportivo Cuenca  | 1 - 0 |       | 3 - 1 | 4 - 0 |
| Deportivo Táchira | 0 - 1 | 1 - 0 |       | 2 - 1 |
| Guaraní           | 1 - 3 | 1 - 1 | 1 - 2 |       |

### Gruppo 3
| Squadra       | G | V | N | P | GF | GS | DR | Pt |
| ------------- | - | - | - | - | -- | -- | -- | -- |
| Nacional      | 6 | 4 | 2 | 0 | 12 | 3  | +9 | 14 |
| U. San Martín | 6 | 2 | 2 | 2 | 7  | 9  | -2 | 8  |
| River Plate   | 6 | 2 | 1 | 3 | 7  | 9  | -2 | 7  |
| Nacional      | 6 | 1 | 1 | 4 | 7  | 12 | -5 | 4  |

|                | NA (P) | NA (U) | RIV   | USM   |
| -------------- | ------ | ------ | ----- | ----- |
| Nacional (Par) |        | 0 - 3  | 4 - 2 | 1 - 1 |
| Nacional (Uru) | 3 - 1  |        | 3 - 0 | 2 - 1 |
| River Plate    | 1 - 0  | 0 - 0  |       | 3 - 0 |
| U. San Martín  | 2 - 1  | 1 - 1  | 2 - 1 |       |

### Gruppo 4
| Squadra                | G | V | N | P | GF | GS | DR | Pt |
| ---------------------- | - | - | - | - | -- | -- | -- | -- |
| São Paulo              | 6 | 4 | 1 | 1 | 10 | 6  | +4 | 13 |
| Defensor Sporting      | 6 | 2 | 2 | 2 | 6  | 6  | 0  | 8  |
| Independiente Medellín | 6 | 1 | 4 | 1 | 7  | 7  | 0  | 7  |
| América de Cali        | 6 | 0 | 3 | 3 | 3  | 7  | -4 | 3  |

|                   | AMÉ   | DEF   | IND   | SPO   |
| ----------------- | ----- | ----- | ----- | ----- |
| América de Cali   |       | 0 - 0 | 1 - 1 | 1 - 3 |
| Defensor Sporting | 1 - 0 |       | 4 - 3 | 0 - 1 |
| Ind. Medellín     | 0 - 0 | 0 - 0 |       | 2 - 1 |
| São Paulo         | 2 - 1 | 2 - 1 | 1 - 1 |       |

### Gruppo 5
| Squadra                | G | V | N | P | GF | GS | DR | Pt |
| ---------------------- | - | - | - | - | -- | -- | -- | -- |
| Cruzeiro               | 6 | 4 | 1 | 1 | 9  | 5  | +4 | 13 |
| Estudiantes            | 6 | 3 | 1 | 2 | 9  | 4  | +5 | 10 |
| Deportivo Quito        | 6 | 2 | 2 | 2 | 6  | 9  | -3 | 8  |
| Universitario de Sucre | 6 | 0 | 2 | 4 | 2  | 8  | -6 | 2  |

|                 | CRU   | QUI   | EST   | UNI   |
| --------------- | ----- | ----- | ----- | ----- |
| Cruzeiro        |       | 2 - 0 | 3 - 0 | 2 - 0 |
| Deportivo Quito | 1 - 1 |       | 1 - 0 | 3 - 1 |
| Estudiantes     | 4 - 0 | 4 - 0 |       | 1 - 0 |
| Uni. de Sucre   | 0 - 1 | 1 - 1 | 0 - 0 |       |

### Gruppo 6
| Squadra     | G | V | N | P | GF | GS | DR | Pt |
| ----------- | - | - | - | - | -- | -- | -- | -- |
| Caracas     | 6 | 3 | 1 | 2 | 7  | 4  | +3 | 10 |
| Guadalajara | 6 | 2 | 3 | 1 | 9  | 6  | +3 | 9  |
| Everton     | 6 | 2 | 2 | 2 | 7  | 10 | -3 | 8  |
| Lanús       | 6 | 0 | 4 | 2 | 5  | 8  | -3 | 4  |

|             | CAR   | EVE   | GUA   | LAN   |
| ----------- | ----- | ----- | ----- | ----- |
| Caracas     |       | 1 - 0 | 2 - 0 | 3 - 1 |
| Everton     | 1 - 0 |       | 1 - 1 | 1 - 1 |
| Guadalajara | 1 - 0 | 6 - 2 |       | 0 - 0 |
| Lanús       | 1 - 1 | 1 - 2 | 1 - 1 |       |

### Gruppo 7
| Squadra              | G | V | N | P | GF | GS | DR  | Pt |
| -------------------- | - | - | - | - | -- | -- | --- | -- |
| Grêmio               | 6 | 5 | 1 | 0 | 11 | 1  | +10 | 16 |
| Universidad de Chile | 6 | 3 | 1 | 2 | 8  | 6  | +2  | 10 |
| Boyacá Chicó         | 6 | 3 | 0 | 3 | 8  | 8  | 0   | 9  |
| Aurora               | 6 | 0 | 0 | 6 | 3  | 15 | -12 | 0  |

|                | AUR   | BOY   | GRÊ   | UCH   |
| -------------- | ----- | ----- | ----- | ----- |
| Aurora         |       | 0 - 3 | 1 - 2 | 1 - 2 |
| Boyacá Chicó   | 2 - 1 |       | 0 - 1 | 3 - 0 |
| Grêmio         | 3 - 0 | 3 - 0 |       | 0 - 0 |
| Univ. de Chile | 3 - 0 | 3 - 0 | 0 - 2 |       |

### Gruppo 8
| Squadra       | G | V | N | P | GF | GS | DR | Pt |
| ------------- | - | - | - | - | -- | -- | -- | -- |
| Libertad      | 6 | 4 | 0 | 2 | 7  | 5  | +2 | 12 |
| San Luis      | 6 | 2 | 2 | 2 | 7  | 7  | 0  | 8  |
| Universitario | 6 | 2 | 2 | 2 | 6  | 7  | -1 | 8  |
| San Lorenzo   | 6 | 2 | 0 | 4 | 6  | 7  | -1 | 6  |

|               | LIB   | SLO   | SLU   | UNI   |
| ------------- | ----- | ----- | ----- | ----- |
| Libertad      |       | 2 - 0 | 0 - 2 | 2 - 1 |
| San Lorenzo   | 0 - 1 |       | 4 - 1 | 2 - 0 |
| San Luis      | 0 - 1 | 2 - 0 |       | 2 - 2 |
| Universitario | 2 - 1 | 1 - 0 | 0 - 0 |       |

## Ottavi di Finale
Andata 6 maggio, ritorno 13 maggio 2009.
| Squadra 1              | Totale          | Squadra 2    | Andata | Ritorno |
| ---------------------- | --------------- | ------------ | ------ | ------- |
| Universidad San Martín | 1 - 5           | Grêmio       | 1 - 3  | 0 - 2   |
| Defensor Sporting      | 3 - 2           | Boca Juniors | 2 - 2  | 1 - 0   |
| San Luis               | N/D             | Nacional     | N/D    | N/D     |
| Guadalajara            | N/D             | São Paulo    | N/D    | N/D     |
| Universidad de Chile   | 1 - 3           | Cruzeiro     | 1 - 2  | 0 - 1   |
| Palmeiras              | 1 - 1 (4-2 dcr) | Sport Recife | 1 - 0  | 0 - 1   |
| Estudiantes            | 3 - 0           | Libertad     | 3 - 0  | 0 - 0   |
| Deportivo Cuenca       | 2 - 5           | Caracas      | 2 - 1  | 0 - 4   |

## Quarti di Finale
Andata 27 maggio, ritorno 17 giugno 2009.
| Squadra 1         | Totale      | Squadra 2   | Andata | Ritorno |
| ----------------- | ----------- | ----------- | ------ | ------- |
| Caracas           | 1 - 1 (gfc) | Grêmio      | 1 - 1  | 0 - 0   |
| Defensor Sporting | 0 - 2       | Estudiantes | 0 - 1  | 0 - 1   |
| Palmeiras         | 1 - 1 (gfc) | Nacional    | 1 - 1  | 0 - 0   |
| Cruzeiro          | 4 - 1       | São Paulo   | 2 - 1  | 2 - 0   |

## Semifinali
Andata 24 giugno, ritorno 1º luglio 2009.
| Squadra 1   | Totale | Squadra 2 | Andata | Ritorno |
| ----------- | ------ | --------- | ------ | ------- |
| Cruzeiro    | 5 - 3  | Grêmio    | 3 - 1  | 2 - 2   |
| Estudiantes | 3 - 1  | Nacional  | 1 - 0  | 2 - 1   |

## Finale
Andata 8 luglio, ritorno 15 luglio 2009.
| Squadra 1   | Totale | Squadra 2 | Andata | Ritorno |
| ----------- | ------ | --------- | ------ | ------- |
| Estudiantes | 2 - 1  | Cruzeiro  | 0 - 0  | 2 - 1   |

## Classifica marcatori
| Gol |  |  | Giocatore           | Squadra          |
| --- |  |  | ------------------- | ---------------- |
| 8   |  |  | Mauro Boselli       | Estudiantes (LP) |
| 7   |  |  | Jorge Núñez         | Nacional         |
| 7   |  |  | Rodrigo Teixeira    | Deportivo Cuenca |
| 6   |  |  | Keirrison           | Palmeiras        |
| 5   |  |  | Borges              | San Paolo        |
| 5   |  |  | Darío Figueroa      | Caracas          |
| 5   |  |  | Rodrigo Palacio     | Boca Juniors     |
| 5   |  |  | Martín Palermo      | Boca Juniors     |
| 5   |  |  | Diego Souza         | Palmeiras        |
| 5   |  |  | Wellington Paulista | Cruzeiro         |